# 美術館駅
美術館駅（びじゅつかんえき）は、台湾高雄市鼓山区にある台湾鉄路公司（台鉄）縦貫線の駅。台鉄の地下化完了後の地上跡地に設置される高雄ライトレールの台鉄美術館駅（たいてつびじゅつかんえき）についても本項で述べる。

## 歴史

### 台湾鉄路
- 2009年6月26日 - 地下化工区起工[7]。
- 2017年 - 開業予定[8]
- 2018年
  - 8月 - 開業予定[9]。
  - 10月14日 - 地下化区間開通とともに開業[10]。

### 高雄ライトレール
2018年春の投票活動での候補は「龍水」、「青海」、「馬卡青海」だった。
- 2018年8月22日 - 駅名が「台鉄美術館」に確定[12]。
- 2021年12月16日 - 開業[13]。
- 2022年10月5日 - 愛河之心方面延伸により中間駅となる[14]。

## 駅構造
台鉄は島式ホーム2面4線の地下駅。 大規模なガラス屋根と鉄筋の曲面屋根を組み合わせ、地下にも自然光が届く独特の設計がなされている。
ライトレールは相対式ホーム2面2線の地上駅。台鉄の出入口とホームが直結している。

### のりば
| 地上                           |                               |
| 相対式ホーム、右側のドアが開く |                               |
|                                | ■環状軽軌 外回り（馬卡道駅）→ |
|                                | ■環状軽軌 外回り（馬卡道駅）→ |
| 相対式ホーム、右側のドアが開く |                               |
| 出入口                         | LRTのりば、台鉄駅出入口       |

| 地下 一階 | コンコース層 | コンコース、窓口、自動券売機、改札口、トイレ |

| 地下 二階 | 1A         | →■縦貫線（待避線） 高雄・屏東・潮州方面（鼓山駅）→  |
| 地下 二階 | 島式ホーム |                                                     |
| 地下 二階 | 1B         | →■縦貫線 （南下）高雄・屏東・潮州方面（鼓山駅）→    |
| 地下 二階 | 2A         | ←■縦貫線（北上） 新左営・台南・嘉義方面（内惟駅）   |
| 地下 二階 | 島式ホーム |                                                     |
| 地下 二階 | 2B         | ←■縱貫線（待避線） 新左営・台南・嘉義方面（内惟駅） |

## 利用状況
2018年度は同時期に開業した高雄市内の新7駅で正義駅に次いで利用客数が多かった。
| 年   | 年間    | 年間    | 年間    | 年間   | 1日平均 | 1日平均 |
| 年   | 乗車    | 下車    | 計      | 出典   | 乗車    | 乗下車  |
| ---- | ------- | ------- | ------- | ------ | ------- | ------- |
| 2018 | 61,192  | 58,357  | 119,549 | [ 17 ] | 775     | 1,513   |
| 2019 | 319,126 | 308,962 | 628,088 | [ 18 ] | 874     | 1,721   |
| 2020 | 315,195 | 304,653 | 619,848 | [ 19 ] | 861     | 1,694   |
| 2021 | 287,728 | 280,778 | 568,506 | [ 20 ] | 788     | 1,558   |

## 駅周辺

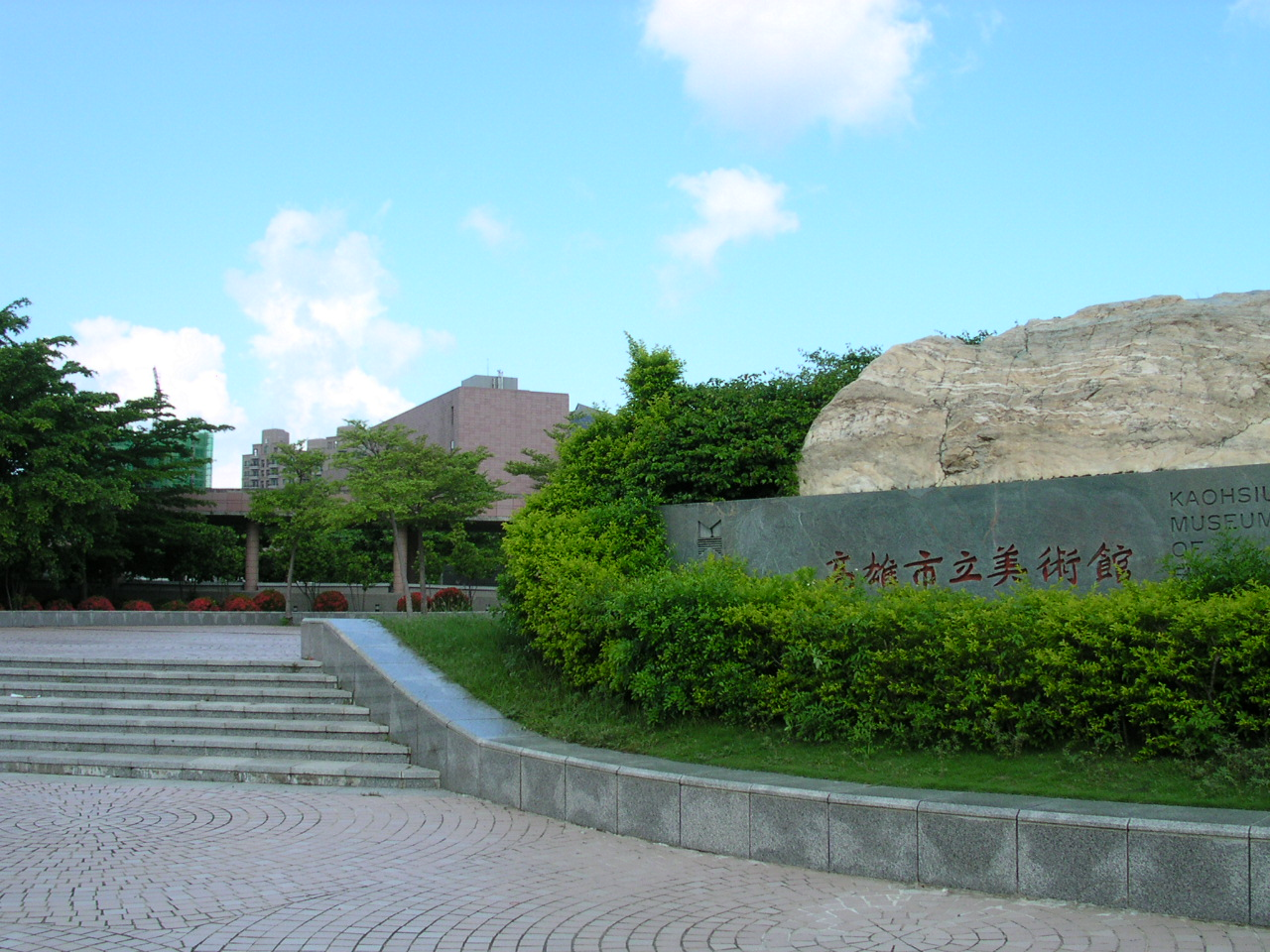
内惟埤文化園区
  - 高雄市立美術館（中国語版）
- 私立中華芸術学校（中国語版）
- 高雄市立中山国民小学
- 高雄市七賢国民中学
- 私立大栄高級中学（中国語版）
- 高雄市立九如国民小学
- 高雄市立鼓山高級中学（中国語版）
- 千光宮
- 内惟龍目井龍泉宮（中国語版）
- 高雄市立内惟国民小学（中国語版）
- 鼓山遊泳池
- 高雄広播電台（中国語版）（ラジオ局）
- 九如植物公園
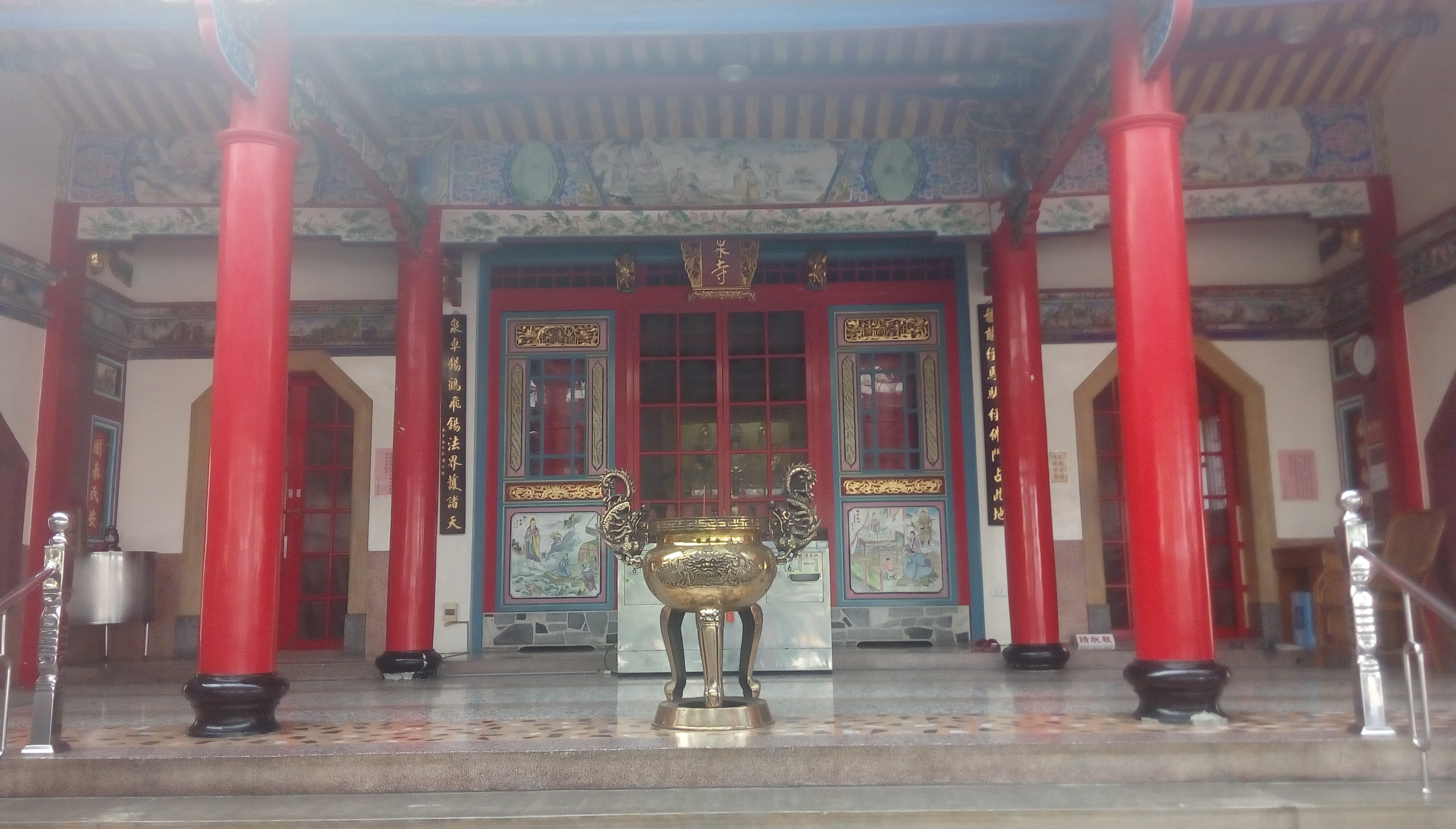
万寿山龍泉寺（中国語版）
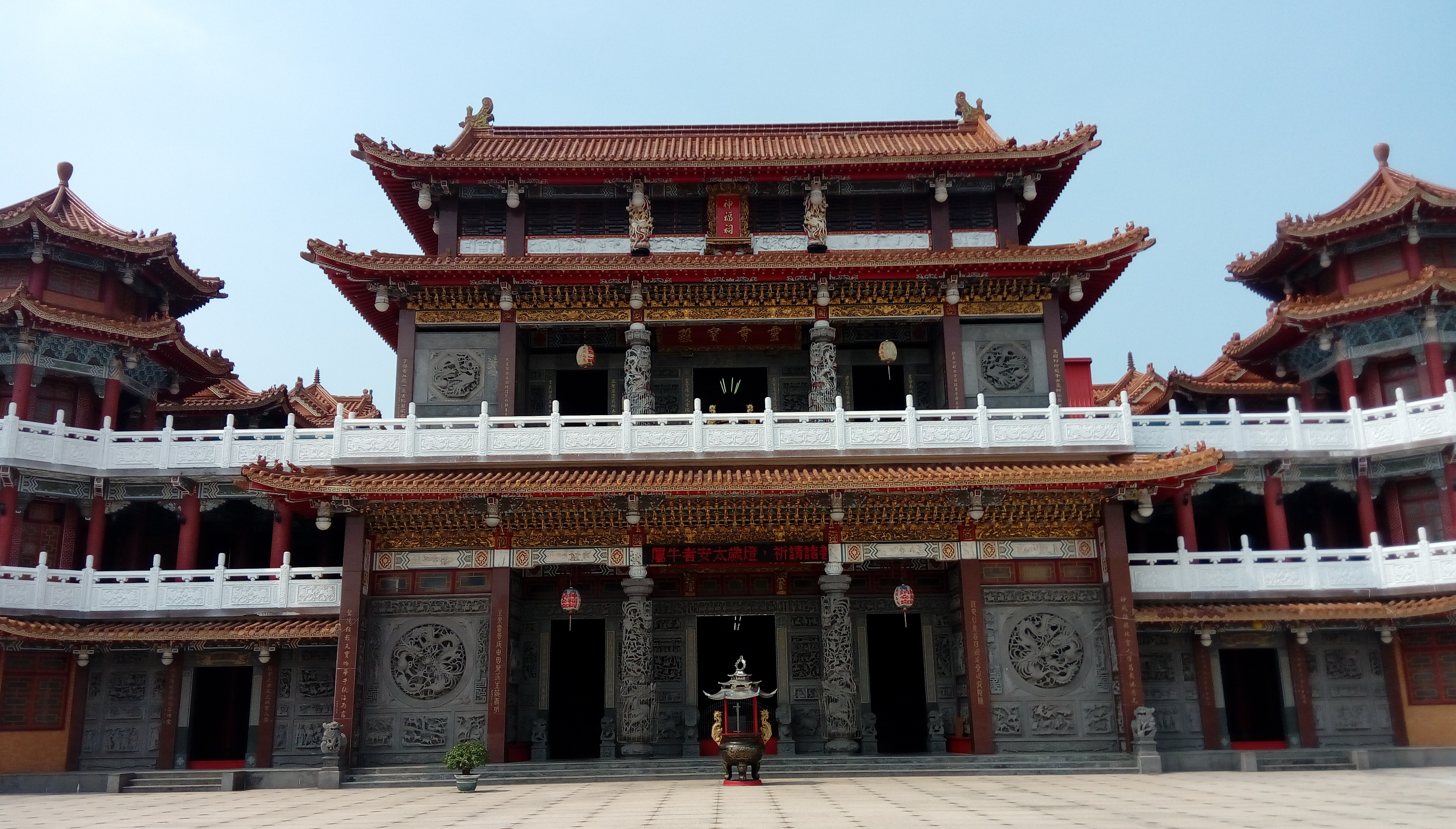
内惟鎮安宮（中国語版）
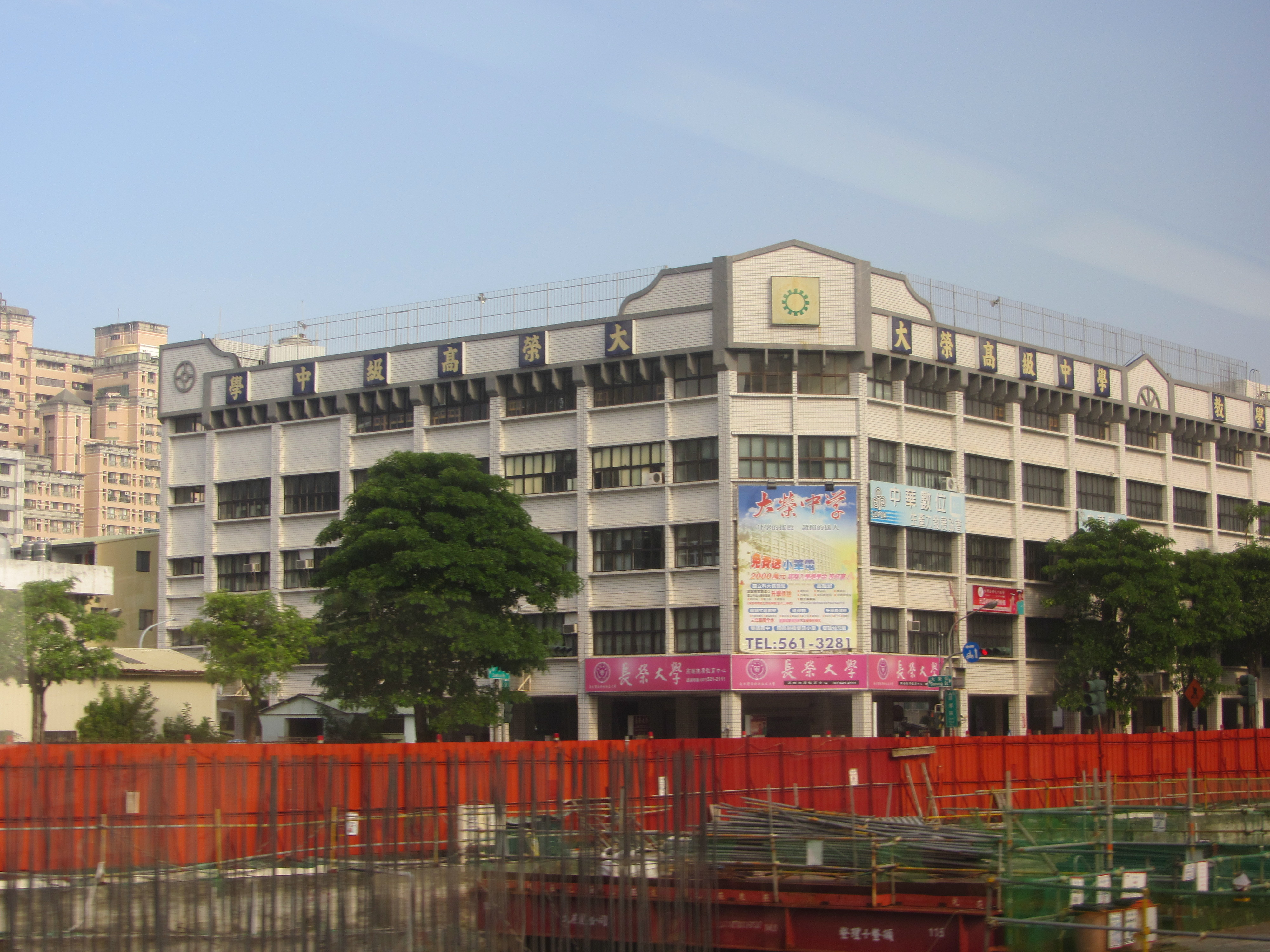
大栄高級中学

- 高雄市立美術館
- 万寿山龍泉寺
- 内惟鎮安宮
- 大栄高級中学

## 隣の駅
台湾鉄路
縦貫線南段
内惟駅 - 美術館駅 - 鼓山駅
高雄捷運
環状軽軌
馬卡道駅（C19） - 台鉄美術館駅（C20） - 内惟芸術中心駅（C21A）